# SN 2009bv
SN 2009bv – supernowa typu Ia odkryta 27 marca 2009 roku w galaktyce M+06-29-39. W momencie odkrycia miała maksymalną jasność 18,10m.